# 民主德国电视台
民主德国电视台（缩写：DDR-FS，1952年-1972及1990年時名为德国电视台，缩写：DFF），在两德统一前是德意志民主共和国的国家电视台，成立于1952年12月21日，1991年12月31日停播。

## 历史

### 1950-1956年：成立及试播

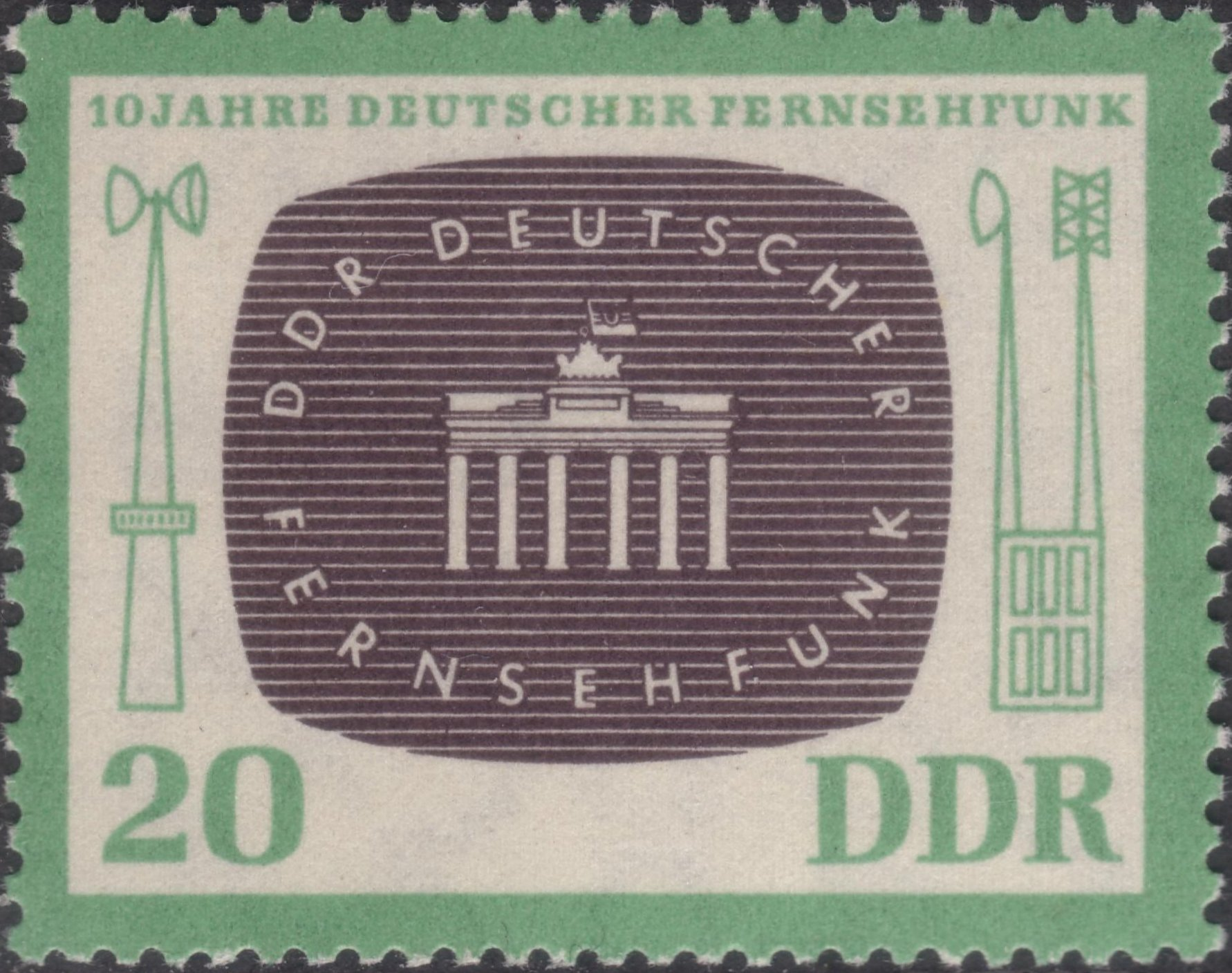
德国电视台成立初期台标

在1950年代的东欧，广播仍是主要的大众媒介，电视业的发展未受到重视，东方集团各国的五年计划中亦没有对其优先发展。但在德国情况有所不同，西德在发展电视业时，率先抢占了若干能够覆盖铁幕附近居民的发射频率。西德的西北德国广播在1950年7月开始试播电视讯号，其讯号覆盖了西柏林区域。西北德国广播随后宣布将在1952年圣诞节前后开始从汉堡正式开始电视广播。
在此形势下，东德当局决定开展电视台的建设工作。东德国内的汉斯·马勒是东德电视的先驱，他主持的无线电综合管理局在1950年6月11日在柏林阿德列尔肖夫为柏林中央电视台（FZ）发射了技术测试信号，第一次公开信号发射在则是在1952年7月29日。1952年2月在老城区的一座房子中安装了800瓦的小型图像发射机，并于6月3日连接到阿德列尔肖夫的发射端。
1952年12月21日斯大林生日当天，首次公开发射了电视讯号，每天播送两小时节目。开播设在当天晚八点，勃兰登堡门台标出现后，马格吉特·绍马克致欢迎词，随后是高级官员的讲话，接下来播出了东德国家新闻节目《时事聚焦》的第一期。
由于早期电视覆盖面有限，统一社会党并未对电视节目严格控制，故早期的时事聚焦并未被审查，甚至会对时局进行批评。该节目准确地报道了1953年6月17日的东德六一七事件。事件平息后，节目主编被撤职，时事聚焦自此被严格审查，新闻来源均取自官方渠道。

### 1956-1972年：德国电视台时期（DFF）

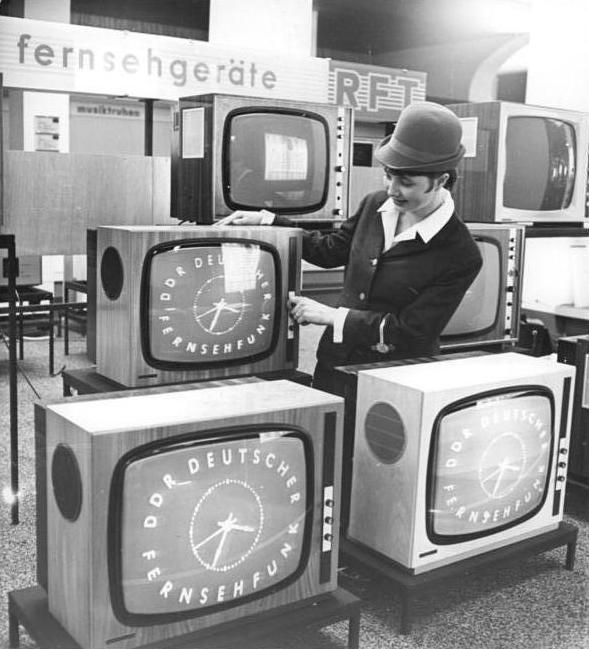
1968年的德国电视台

西德德国电视一台（ARD）在东德的覆盖范围，黑色地区被东德人称为“无知之谷”，红点为西德发射站。东德居民亦称ARD的缩写是“除了吕根岛和德累斯顿”(Ausgenommen Rügen und Dresden)

#### 开播
1956年1月2日试播结束，1月3日国家性质的“德国电视台”正式开始播出，该名称并未强调民主德国背景，意在对西德在内的全德国进行广播。事实上，东德的地理位置并不能让该台的信号覆盖整个西德，但与之相反的是西德的电视节目可以覆盖东德境内的大部分地域，仅東南部的德累斯顿山谷地区和東北除外，该地区也被东德人称为“无知之谷”。1958年末，东德境内共有30万台电视机。
在节目编排上，德国电视台避免与西德的节目发生时间冲突，以免观众转而观看西方节目。例如就新闻节目而言，《时事聚焦》在19:30开播，而西德ZDF的《今日》在19:00开播，ARD的Tagesschau 则是在20:00。但娱乐节目采用了另一个策略，它们被安排在西德电视台播放新闻和事件评论节目的时间，以打乱观众的收视计划。对于《黑频道》这样的东德政治宣传节目，经常被安排在收视率较高的电影前播出，以增加收视率。1958年10月7日后，德国电视台开始播送晨间节目，内容是前一天晚上的重播，针对的是夜班工作的工人，这种形式被称作“我们为夜晚的工人重播”。

#### 柏林墙建立后
1961年柏林墙修建后，东德政府希望禁止国民继续收看西德电视节目，但干扰西德信号的手段是不现实的，因为这同时会影响西德国民的收视而造成外交压力。东德政府发动了自由德国青年团成员开展了名为“针对北约发射台的斗争”（Blitz contra Natosender），移除了居民楼上面向西方的天线，但收效并不明显。

#### DFF2频道与彩色节目
1969年10月3日德国电视台首次在新的DFF2频道上播送彩色节目，意在庆祝10月7日东德成立20周年。德国电视台的彩色节目播放制式是SECAM制式，西德的频道则是PAL制式。制式不同的电视机只能收看黑白节目，许多居民选择购买双制式的电视机以收看西德频道，随后东德电视制造厂也开始生产双制式电视机。

### 1972-1989年：民主德国电视台时期（DDR-Fernsehen）

1958-1988年间民主德国电视台节目小时数的增加

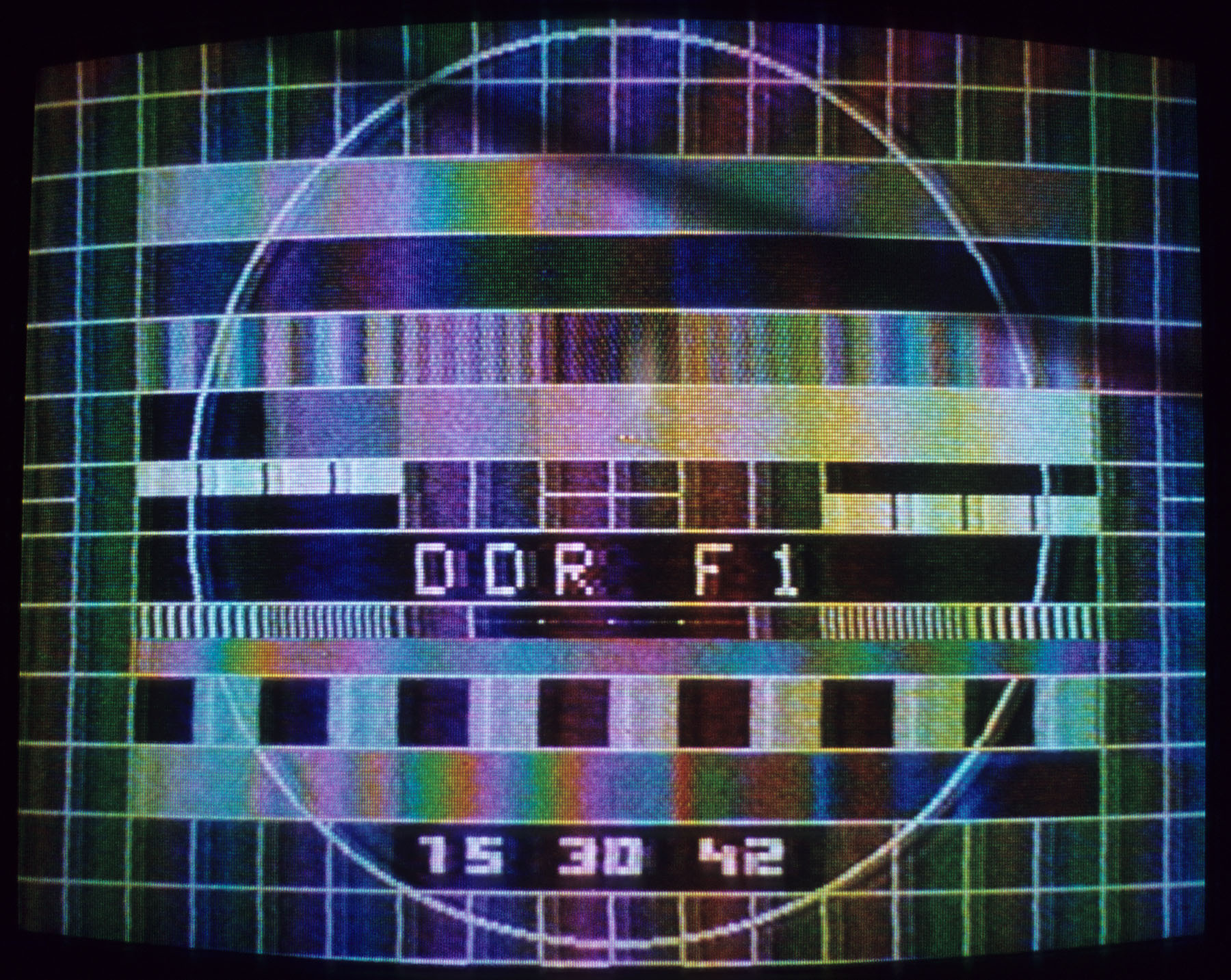
1980年的民主德国电视1台检验图

1972年2月11日，“德国电视台”更名为“民主德国电视台”（Fernsehen der DDR，缩写DDR-FS）。
1980年夏季奥林匹克运动会期间，由于西方国家抵制本届奥运会，民主德国电视台希望西德观众也能够观看该台的彩色节目。出于西德观众基本上没有双制式电视机，因此民主德国电视台尝试了以PAL制式播送彩色节目。
1988年苏联发射地平线卫星后，民主德国电视一台（DDR-F1）开始上星播出，信号能够覆盖欧洲、北非及美洲东部。
1989年东德政府希望能够在文化上吸引年轻一代，避免其受西方媒体的影响，民主德国电视台于是开播了青年节目“Elf 99”。
| 年份         | 1955 | 1960 | 1965 | 1970 | 1975 | 1980 | 1985 | 1988 | 1989 |
| 年播送小时数 | 786  | 3007 | 3774 | 6028 | 6851 | 7704 | 8265 | 9194 | 8900 |
| 周播送小时数 | 15   | 58   | 73   | 116  | 132  | 148  | 159  | 177  | 171  |

### 1989-1990年：东德巨变中的民主德国电视台
1989年，在经济和政治的双重压力下，统一社会党的东德政府行将解体。最初民主德国电视台紧跟官方立场，很少报道大规模的抗议活动。1989年10月18日昂纳克下台后，民主德国电视台对节目进行了改革，开始自由播报新闻，并停播了政治宣传节目。其中有名的《黑频道》即在1989年10月30日停播。
1989年11月9日东德边境开放后，民主德国电视2台的节目取消了所有审查，并对东德巨变中的事件进行了全面的报道，西德的3sat频道甚至重播民主德国电视2台的节目。民主德国电视台开始引入诸如包含听众热线的公开辩论节目。最初由于史塔西仍在电视台设有办公室，这些举措均十分谨慎。
1990年2月，人民议会通过决议，将民主德国电视台定为政治独立的公众广播组织，并由1990年通过一项法律确认。1990年3月4日，“民主德国电视台”重新更名为“德国电视台”，以反映德国统一的历史背景和电视台自身的改变。

### 1990-1991年：两德统一后
1990年10月3日两德统一后，德国电视台之前国家电视台的地位亦不复存在。《德意志联邦共和国基本法》规定广播电视机构归联邦州各州管理，不允许联邦政府运营广电机构。而根据两德在1990年8月所签订的《统一协定》（Einigungsvertrag）第36条的规定，德国电视台须在1991年12月31日解体，并由前西德广播电视系统接管。
1990年12月15日，德国电视台1台於當日晚上20:00播畢全日節目，ARD的德国电视一台隨即接管了該台的频率。但由于德国电视一台在傍晚部分时间播出所在州的当地节目，而当时尚未提供原东德地区的节目。因此直到1991年12月31日德国电视台仍在这一段时间播出以下地方节目：
- 勃兰登堡州：《本州新闻》（Landesschau，原名LSB aktuell）
- 梅克伦堡-前波莫瑞州：《北方杂志》（Nordmagazin）
- 萨克森-安哈尔特州：《今日图像》（Tagesbilder）
- 萨克森州：《在萨克森》（Bei uns in Sachsen）
- 图林根州：《图林根报道》（Thüringen Journal）

### 后续继承者
解散德国电视台并以德国广播电视联合会取代的整个过程仍存有争议。原德国电视台员工担心他们在新电视台的工作前景，仍忠于德国电视台。而对观众而言，他们担心自己喜欢的节目将不复存在，亦没有之前那种在东德西德频道间选择的自由了。新联邦州曾考虑以某种形式保留德国电视台，作为德国广播电视联合会成员之外的“第三套方案”。但统一后反对中央集权及促进权力下放的政治气候致使这种设想无果而终。
萨克森、萨克森-安哈尔特和图林根决定由位于莱比锡、於1991年新成立的ARD成员——中德广播公司集中对以上地区进行电视广播。
梅克倫堡-西波美拉尼亞、勃兰登堡和柏林则计划由“东北德广播公司”（NORA）负责电视广播，或是勃兰登堡和柏林共同建立广播公司，而梅克倫堡-西波美拉尼亞另行组建自己的广播公司。但这三个州最终并未达成一致。梅克倫堡后来加入了现有的北德广播公司，柏林由原西柏林的自由柏林广播公司负责全市广播，而勃兰登堡则成立了东德国-勃兰登堡广播公司（ORB）。
僅存的德国电视台2台在1991年12月31日停播，並在停播前夕直播電視台惜別典禮。至當天晚上11時59分30秒，節目進入倒數環節，由演員排成的時鐘逐漸撥向凌晨0時。踏入1992年1月1日凌晨，惜別節目結束，畫面定格在時鐘指向0時正，並在持續近半分鐘後，原德國電視台才中斷其訊號，所有電視均轉為黑屏。數秒後，以上公司接管了相关频道，並依收視地區而定，自動轉至不同廣播公司的訊源。
2003年5月1日，自由柏林广播（SFB）和东德国-勃兰登堡广播（ORB）合并成为了柏林-勃兰登堡广播（RBB）。

## 节目

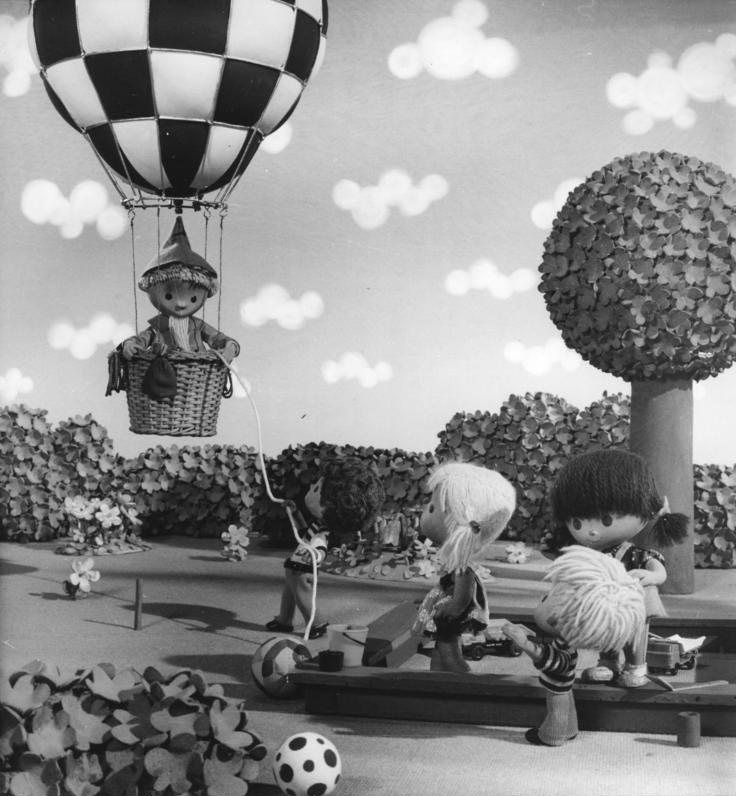
1984年的《我们的小沙人》

### 政治节目
- 《时事聚焦》（Aktuelle Kamera）：官方的正式新闻节目。
- 《黑频道》（Der schwarze Kanal）：政治宣传节目，该节目摘取西德新闻报道，并加以东德官方的评论。
- 《镜头》（Objektiv）：外交政策节目。
- 《棱镜》（Prisma）：国内政治节目。
- 《雷达》（Radar）：军事政治节目。
- 《与时间赛跑》（Wettlauf mit der Zeit） ：介绍不同行业的技术变革。

### 专题节目
- 《交通专题》（Das Verkehrsmagazin）
- 《电视烹饪推荐》（Der Fernsehkoch empfiehlt）
- 《鱼类烹饪技巧》（Tip des Fischkochs）
- 《你和你的花园》（Du und Dein Garten）
- 《你和你的宠物》（Du und Dein Haustier）
- 《家庭专业技巧综汇》（Haushalts Allerlei Praktisch Serviert，HAPS）
- 《家长咨询》（Elternsprechstunde）
- 《她和他的1000个问题》（Sie und Er und 1000 Fragen）
- 《从头到脚》（Vom Scheitel bis zur Sohle）：编织缝纫专题节目。
- 《时尚盒》（Modekiste）
- 《爱好、技巧如何成功》（Hobbys, Tips, so wird's gemacht）
- 《来自教育-为了教育》（Von Pädagogen – für Pädagogen）
- 《行业影像》（Berufe im Bild）：展示各行各业的画面。[3]
- 《回顾》（Umschau）：新闻科技节目，目前仍在中德广播公司（MDR）播出，自1961年5月18日开播以来是德国电视上最老的专题节目。
- 《啊哈》（Aha）：科学专题节目。
- 《聚焦动物园》（Tierparkteletreff）
- 《焦点剧场》（Treffpunkt Kino）：电影预告片节目。
- 《交通指南针》（Verkehrskompass）：交通安全教育节目。
- 《探访》（Visite）
- 《请教一切》（Alles was Recht ist）
- 《与大学教授会面》（Das Professorenkollegium tagt）

### 儿童节目
- 《我们的小沙人》（Unser Sandmännchen）：晚7点播放的寝前儿童节目，东西德均有制作这一节目。
- 《玩偶屋》（Das Spielhaus）：儿童木偶剧节目。

## 脚注
1. ↑  .   [2014-04-19]. （原始内容存档于2014-04-19）.
2. ↑  .   [2014-04-17]. （原始内容存档于2013-11-10）.
3. ↑  .   [2014-04-29]. （原始内容存档于2014-04-29）.